# All That Remains
All That Remains – amerykańska grupa muzyczna wykonująca metalcore/melodic death metal.

## Historia
Grupa powstała w 1998. W tym samym roku muzycy stworzyli demo złożone z trzech piosenek.
Jednym z założycieli był Philip Labonte, wieloletni wokalista ATR i autor tekstów piosenek. Inny ze współzałożycieli, gitarzysta Oli Herbert zmarł w 2018 (ostatnim albumem z jego udziałem by wydany niedługo przed jego śmiercią Victim of the New Disease). W jego miejsce został zaangażowany Jason Richardson, początkowo tymczasowo, apotem jako pełnoprawny członek. Od sierpnia 2006 do września 2015 basistką grupy była Jeanne Sagan.
Tradycyjnie muzycy grupy tworzyli piosenki w oparciu o riffy gitarowe. W przypadku albumu Madness członkowie ATR przyjęli zasadę, że pierwszą wymyślą teksty i linie melodyczne utworów.
Teledysk do utworu "Madness" dotyczy PTSD w odniesieniu wojskowym. W klipie do piosenki „Everything’s Wrong” wystąpił wrestler Enzo Amore.
14 grudnia 2018 grupa po raz pierwszy wystąpiła w Polsce (Wrocław).
W 2021 ze składu ubył basista Aaron „Bubble” Patrick (członek zespołu Bury Your Dead), a w 2022 wrócił do ATR Matt Deis. W 2023 odszedł długoletni perkusista Jason Costa, a jego miejsce w 2024 zajął Anthony Barone.
W trakcie 2024 grupa wydała cztery single, zwiastujące płytę pt. Antifragile, której premierę wyznaczono na 31 stycznia 2025 nakładem własnej wytwórni All That Remains Records. Pod koniec lipca 2025 Jason Richardson ogłosił odejście z zespołu.

## Dyskografia

### Albumy studyjne
| 2002                           | Behind Silence and Solitude - Data: 26 marca 2002 - Wydawca: Prosthetic Records | –  | –   | –  | —   |                  |
| 2004                           | This Darkened Heart - Data: 23 marca 2004 - Wydawca: Prosthetic Records         | –  | –   | –  | –   |                  |
| 2006                           | The Fall of Ideals - Data: 11 lipca 2006 - Wydawca: Prosthetic Records          | 75 | 194 | –  | –   |                  |
| 2008                           | Overcome - Data: 16 września 2008 - Wydawca: Prosthetic Records                 | 16 | 82  | –  | 174 |                  |
| 2010                           | For We Are Many - Data: 12 października 2010 - Wydawca: Prosthetic Records      | 10 | 91  | 90 | –   |                  |
| 2012                           | A War You Cannot Win - Data: wrzesień 2012 - Wydawca: Razor & Tie/Prosthetic    | 10 | 84  | –  | –   | - USA: 115 tys.+ |
| 2015                           | The Order of Things - Data: 24 lutego 2015 - Wydawca: Razor & Tie               | 25 | 150 | 72 | —   |                  |
| 2017                           | Madness - Data: 28 kwietnia 2017 - Wydawca: Razor & Tie                         |    |     |    | —   |                  |
| 2018                           | Victim of the New Disease - Data: 9 listopada 2018 - Wydawca: Razor & Tie       |    |     |    | —   |                  |
| 2025                           | Antifragile - Data: 31 stycznia 2025 - Wydawca: All That Remains Records        |    |     |    | —   |                  |
| „—” pozycja nie była notowana. |                                                                                 |    |     |    |     |                  |

### Albumy koncertowe
| Rok  | Tytuł                                                                 |
| ---- | --------------------------------------------------------------------- |
| 2007 | Live (DVD) - Data: 30 października 2007 - Wydawca: Prosthetic Records |

### Single
| Rok  | Tytuł                          | Pozycja na liście | Pozycja na liście          | Album                |
| Rok  | Tytuł                          | Rock Songs        | Hot Mainstream Rock Tracks | Album                |
| ---- | ------------------------------ | ----------------- | -------------------------- | -------------------- |
| 2004 | „The Deepest Gray"             | –                 | —                          | This Darkened Heart  |
| 2004 | „This Darkened Heart”          | –                 | —                          | This Darkened Heart  |
| 2004 | „Tattered on My Sleeve”        | –                 | —                          | This Darkened Heart  |
| 2006 | „This Calling”                 | –                 | —                          | The Fall of Ideals   |
| 2006 | „The Air That I Breathe”       | –                 | —                          | The Fall of Ideals   |
| 2007 | „Not Alone”                    | –                 | —                          | The Fall of Ideals   |
| 2008 | „Chiron”                       | –                 | —                          | Overcome             |
| 2008 | „Two Weeks”                    | —                 | 9                          | Overcome             |
| 2009 | „Forever In Your Hands”        | 33                | 37                         | Overcome             |
| 2010 | „Hold On”                      | –                 | —                          | For We Are Many      |
| 2011 | „The Last Time”                | –                 | —                          | For We Are Many      |
| 2011 | „The Waiting One”              | –                 | —                          | For We Are Many      |
| 2012 | „Stand Up”                     | –                 | —                          | A War You Cannot Win |
| 2013 | „Asking too Much”              | –                 | —                          | A War You Cannot Win |
| 2013 | „What If I Was Nothing”        | –                 | —                          | A War You Cannot Win |
| 2014 | „No Knock”                     | –                 | —                          | The Order of Things  |
| 2015 | „This Probably Won't End Well” | –                 | —                          | The Order of Things  |

## Teledyski
| Rok  | Tytuł                    | Reżyseria                  |
| ---- | ------------------------ | -------------------------- |
| 2004 | „The Deepest Gray”       | Ian McFarland              |
| 2004 | „This Darkened Heart”    | Dale Resteghini            |
| 2004 | „Tattered on My Sleeve”  | David Brodsky              |
| 2006 | „This Calling”           | Frankie Nasso              |
| 2006 | „The Air That I Breathe” | Darren Doane               |
| 2007 | „Not Alone”              | Soren Kragh-Jacobsen       |
| 2008 | „Chiron”                 | Brian Thompson             |
| 2008 | „Two Weeks”              | Brian Thompson             |
| 2009 | „Forever in Your Hands”  | David Brodsky              |
| 2010 | „Hold On”                | Ramon Boutviseth           |
| 2011 | „The Last Time”          | Nathan „Karma” Cox         |
| 2012 | „Stand Up”               | P.R. Brown                 |
| 2014 | „What If I Was Nothing”  | Rasa Acharya i Dan Kennedy |